# Phân trùn quế

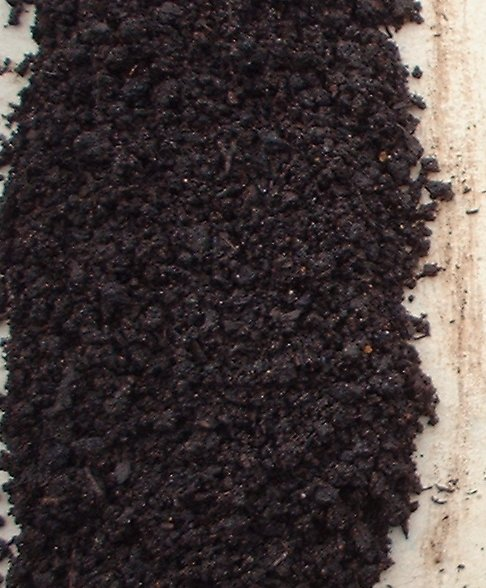
Phân trùn quế

Phân trùn quế là phân bón sản xuất từ chất thải được thu hoạch sau khi con trùn quế (hay còn gọi là giun quế, giun đỏ) ăn chất hữu cơ. Đây là một loại phân hữu cơ đặc biệt có hàm lượng dinh dưỡng rất cao, là một loại phân tự nhiên tốt. Quá trình sản xuất của phân trùn được gọi là ủ sâu (worm composting), có thể thực hiện với quy mô nhỏ để xử lý rác thải hữu cơ tại các gia đình như rau củ trái cây thừa, chuyển đổi chúng thành phân bón cho cây trồng.

## Đặc điểm và tác dụng
Hoàn toàn không có chất gây hại, cũng như không cần phải trộn thêm bất kỳ chất gì khác.
Khác phân bón hoá học, phân trùn quế có chất nhầy giun nên không dễ bị xối khỏi đất, giúp cây có thời gian lâu hơn hấp thụ chất dinh dưỡng
Phân trùn quế qua cơ thể giun được làm giàu thêm các vi khuẩn có lợi, giúp tăng sức đề kháng cho cây và đẩy lùi sâu bệnh
Phân trùn quế phù hợp tuyệt đối với cây trồng giúp cây khoẻ hơn, giảm nhu cầu sử dụng thuốc trừ sâu
Phân trùn quế có chứa hoocmon giúp cây tăng trưởng tốt
Phân trùn quế có tác dụng như keo, giữ nước tới 9 lần khối lượng nhưng vẫn tự nhiên, giúp bốc hơi chậm, luôn có nước cho cây.
Với phân trùn quế, dinh dưỡng được lưu trữ và phát ra chậm với lượng vừa đủ cho cây cần, giúp toàn bộ quá trình cung cấp dinh dưỡng kéo dài.
Phân trùn quế có độ pH trung tính khoảng 6,86%-7%.

## Sách tham khảo
- Appelhof, Mary (2007). Worms Eat My Garbage (ấn bản thứ 2). Kalamazoo, Mich.: Flowerfield Enterprises. ISBN 978-0-9778045-1-1.